# Torcy-le-Grand, Seine-Maritime
Torcy-le-Grand är en kommun i departementet Seine-Maritime i regionen Normandie i norra Frankrike. Kommunen ligger i kantonen Longueville-sur-Scie som tillhör arrondissementet Dieppe. År 2022 hade Torcy-le-Grand 793 invånare.

## Befolkningsutveckling
Antalet invånare i kommunen Torcy-le-Grand
| Referens: INSEE |